# オーストラリアの鉄道
オーストラリアの鉄道（オーストラリアのてつどう）では、合計33,819 kmの延長があり、3種類の軌間を主に使用している。なお鉄道網全体のうち2540 kmが電化されている。貨物輸送において鉄道は、道路輸送を上回るシェアを持つ。
オーストラリアの鉄道網の大半は、連邦または州の所有で、私鉄は少数のみが存在している。ただ、列車の運行は、かつては州の機関が行っていたが、1990年代に実施された民営化により、今では民間企業がオーストラリアの列車の大半を運営している。オーストラリア連邦政府は、国家としての鉄道に関する政策の立案と、そうして立案された国家プロジェクトへの資金の供給に関わっている。

## 国全体の概要

### 軌間の統一
オーストラリアで初期に敷設された鉄道網は、各植民地別に建設された路線であったため、オーストラリア全体の利益をほとんど考慮していなかった。それに伴って発生した最も顕著な問題は、各路線の建設時に行われた、軌間の決定であった。イギリス政府からは、各植民地の路線が連結できるよう、統一した軌間を採用するように勧告されたにもかかわらず、他の植民地の状況を顧みることなく各植民地で異なる軌間が採用されたばかりか、同じ植民地の中ですら軌間が統一されなかった。この問題は現在に至るまで、オーストラリアにおける国家的な問題となっている。軌間問題を解消する試みは今も進行中で、2005年現在でも完全に解決しているとは言えない。例えば、ウーズレー (en:Wolseley, South Australia) - マウントガンビア線は軌間が孤立していて、鉄道網上の価値がほとんどない。各州政府や関連する民間企業は、誰が改軌を行う費用を払うべきか常に論争している。

#### 軌間別の距離
- 広軌: 1600 mm、路線延長4017 km — 主にビクトリア州、一部南オーストラリア州
- 標準軌: 1435 mm、路線延長17,678 km — 主にニューサウスウェールズ州、州間鉄道網
- 狭軌: 1067 mm、路線延長15,160 km — 主にクイーンズランド州、一部南オーストラリア州、西オーストラリア州（パース近郊）
- 狭軌: 762 mm、路線延長24 km — パッフィング・ビリー鉄道 (en:Puffing Billy Railway, Melbourne) - メルボルンの近くの保存鉄道
- 狭軌: 610 mm、路線延長4150 km — サトウキビ鉄道
- 三線軌条: 281 km

（出典 オーストラリア統計局 2002年）

### 電化

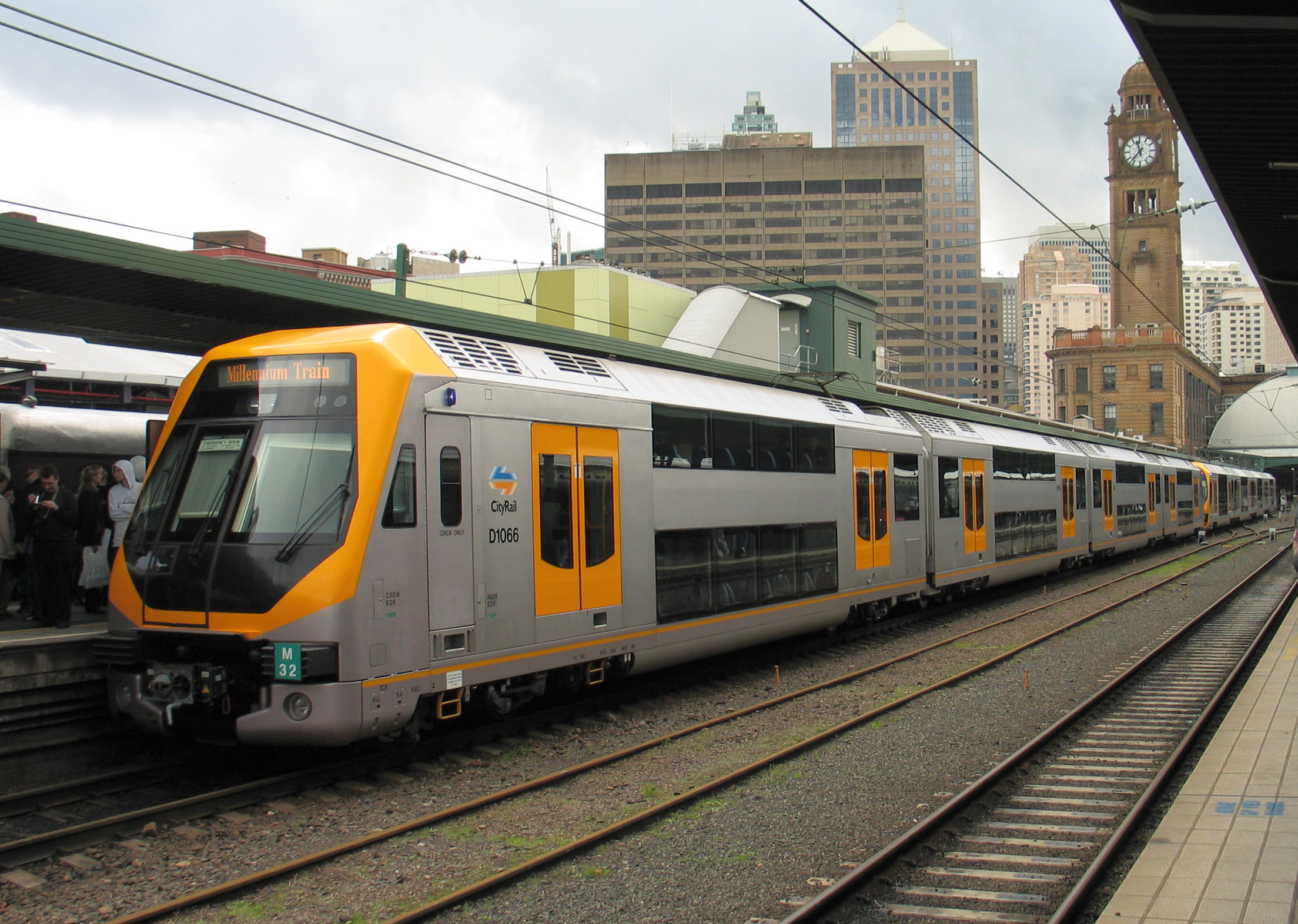
ニューサウスウェールズ州シドニーにて、シティレールのミレニアムトレイン (:en:Millennium train)。

オーストラリアでは近郊鉄道路線の電化が1919年に始まった。しかし、一貫した電化方式は採用されていない。メルボルン近郊で1919年に始まった電化は1500 Vの直流を採用している。シドニー近郊で1926年に始まった電化も1500 V直流である。しかし、ブリスベンで1979年に始まった電化は25 kVの交流、パースで1992年に始まった電化も25 kV交流を採用している。また、クイーンズランド州には主に石炭輸送路線を1980年代に25 kV交流で電化した区間がかなり存在している。

## 歴史

### 草創期
オーストラリアで最初の鉄道は、ニューサウスウェールズ、ビクトリア、南オーストラリアの各植民地の民間企業によって建設された。最初に開通した路線は南オーストラリア植民地にあり、1854年のことだった。この路線は馬が牽引するものであった。最初に蒸気機関車が牽引する路線が開業したのはビクトリア植民地で、同じく1854年であった。
これらの民間企業はすぐに財務上の問題を抱えたため、公益上の見地から各植民地政府が買収した。

### 主な出来事
- 1854 — ビクトリア植民地、メルボルン - ポート・メルボルン (en:Port Melbourne, Victoria) 間の路線が開通した。1600 mm軌間。
- 1855 — ニューサウスウェールズ植民地、シドニー - グランビル (en:Granville railway station, Sydney) 間の路線が開通した。標準軌。
- 1856 — 南オーストラリア植民地、アデレード - ポート・アデレード (en:Port Adelaide railway station, Adelaide) 間の路線が開通した。1600 mm軌間。
- 1865 — クイーンズランド植民地、イプスウィッチ（Ipswich）からトゥウンバ (en:Toowoomba, Queensland) へ向かう路線のうちビッゲス・キャンプ (Bigges Camp) までの区間が開通した。1067 mm軌間。
- 1871 — タスマニア植民地、デロレーン (en:Deloraine, Tasmania) - ローンセストン間の路線が開通した、1600 mm軌間だった。しかし、1888年に1067 mmに改軌した。
- 1879 — 西オーストラリア植民地、ジェラルトン - ノーサンプトン (en:Northampton, Western Australia) 間の路線が開通した。1067 mm軌間。
- 1883 — ニューサウスウェールズ植民地とビクトリア植民地の鉄道がオルベリーで連結された。
- 1887 — ビクトリア植民地と南オーストラリア植民地の鉄道がサービストン (en:Serviceton, Victoria) で連結された。
- 1888 — ニューサウスウェールズ植民地とクイーンズランド植民地の鉄道がワランガラ (en:Wallangarra, Queensland) で連結された。
- 1889 — ノーザンテリトリー、ダーウィン - パイン・クリーク (en:Pine Creek, Northern Territory) 間の路線が開通した。1067 mm軌間。
- 1915 — キャンベラ - クイーンビアン (en:Queanbeyan, New South Wales) 間の路線が開通した。標準軌。
- 1917 — カルグーリー - ポート・オーガスタ (en:Port Augusta, South Australia) 間のオーストラリア大陸横断鉄道 (en:Trans-Australian Railway) が開通した。標準軌。
- 1919 — ニューサウスウェールズ州と南オーストラリア州の鉄道がブロークンヒルで連結された。
- 1932 — ブリスベン - シドニー間の標準軌の路線が、グラフトン (en:Grafton, New South Wales) の鉄橋の完成により開通した。
- 1937 — オーストラリア大陸横断鉄道がポートピリーまで延伸した。これに合わせて、アデレードからレッドヒル (en:Redhill, South Australia) までの1600 mm軌間の広軌鉄道が、ポートピリーまで延伸された。
- 1962 — オルベリー - メルボルン間の標準軌の路線が開通し、シドニー - メルボルン間が標準軌の路線で連結された。
- 1968 — カルグーリー - パース間の標準軌の路線が開通した。
- 1969 — ブロークンヒル - ポートピリー間の標準軌の路線が開通し、シドニーからパースまでの標準軌で連結された。
- 1980 — タークーラ - アリススプリングス間の標準軌の路線が開通した。
- 1982 — アデレード - クリスタル・ブルック (en:Crystal Brook, South Australia) 間の標準軌の路線が開通した。
- 1995 — アデレード - メルボルン間の標準軌の路線が開通した。
- 2004 — アリススプリングス - ダーウィン間の標準軌の路線が開通した。これによりアデレードとダーウィンを直結する新しいザ・ガンが開業し、人類史上初の大陸縦貫鉄道が完成した。

### 連邦の統一へ向けて
1890年代、6つの植民地から集まったオーストラリア全体の組織で議論が行われた。議論の1つの要点は、連邦政府の鉄道への関与をどの程度にするかという点であった。連邦政府が鉄道を運営するという件に関する投票はわずかに通らず、その代わりに新しい憲法 (en:Constitution of Australia) では、「州政府との同意に基づき、その州のいかなる鉄道の買収も連邦と州の定めた条件による」(Section 51 xxxiii)、「どの州においても、鉄道の建設と延長はその州の同意を必要とする」(Section 51 xxxiv) と定めた。しかしながら、オーストラリア政府は鉄道の改良プロジェクトに財政支援を与えることに関しては、Section 96の「議会はどの州に対しても、議会が適当と認める条件で財政支援をすることができる」に基づいて自由に行える。

## オーストラリア政府の投資

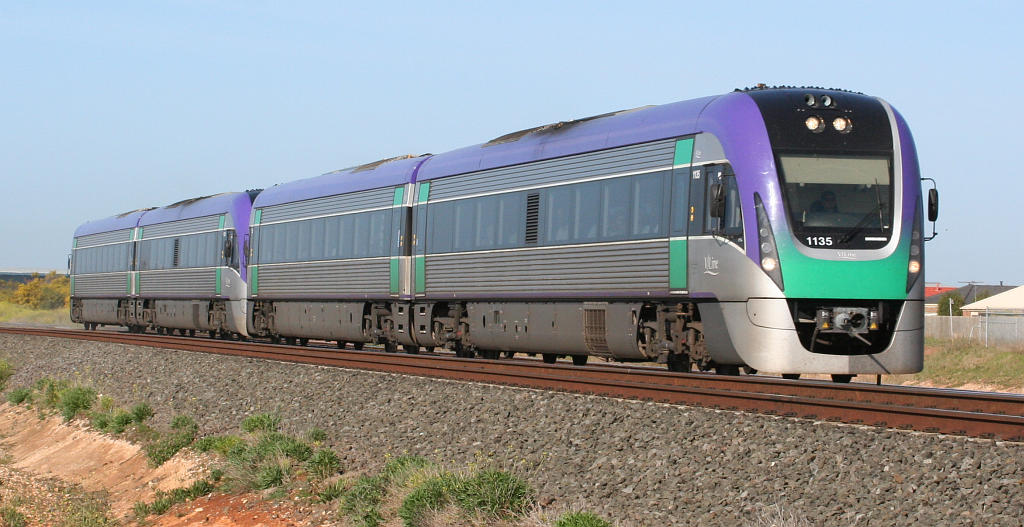
ビクトリア州、V/ラインのVLocity型ディーゼルカー (:en:VLocity)

1920年代以来、オーストラリア政府は道路の改良には本格的に財政支出を行っていたにもかかわらず、自ら所有する連邦鉄道 (en:Commonwealth Railways)（後に1997年に民営化されたオーストラリア国鉄委員会 (en:Australian National Railways Commission) になる）以外には鉄道に関する投資を定期的には行っていなかった。政府は、州が保有する鉄道は州の責任に任せるべきだと判断していた。
それにもかかわらず、オーストラリア政府は州政府に対して1920年代から1970年代まで、軌間の標準化プロジェクトに借款を供与していた。1970年代から1996年まで、オーストラリア政府は州政府の鉄道プロジェクトに助成金を支給し、特に1992年に発表されたキーティング政権のOne Nationプログラムは、1995年のアデレード - メルボルン線の標準軌化で有名である。2004年に開通した、アリススプリングス - ダーウィン間の鉄道についてもオーストラリア政府の支出が行われている。現在では、貨物鉄道輸送に対する本格的な投資がオーストラリア鉄道線路会社 (en:Australian Rail Track Corporation、ARTC) とオースリンク (en:AusLink) 陸上輸送投資プログラムを通じて行われている。

### オーストラリア鉄道線路会社
オーストラリア鉄道線路会社 (ARTC) は、1997年に設立された連邦政府所有の会社で、指定州間鉄道網 (DIRN: Designated Interstate Rail Network) として知られるオーストラリア本土の標準軌の本線の大半を、所有または賃借し、保守、管理を行っている。
2003年には、オーストラリア連邦政府とニューサウスウェールズ州政府は、ARTCがニューサウスウェールズの州間鉄道とハンター・バレーの鉄道網を60年間借り受けることで合意した。この合意の一環として、ARTCは8億7200万ドルの投資を州間鉄道網に対して実施することになっている。
投資資金は、オーストラリア政府からARTCへの1億4300万ドルの資本注入と、ニューサウスウェールズ州政府のおよそ6200万ドルの資金提供を含んでいる。

### オースリンク
2004年7月に導入されたオースリンクプログラムの元、オーストラリア政府は鉄道が道路と同じような条件で資金を得る機会を導入した。オースリンクでは、かつての高速道路網 (en:National Highway (Australia)) に代わり、重要な道路と鉄道、それにそのモード間接続を含んだナショナルネットワーク (National Network) を設定した。
多くの路線での信号保安システムの更新、ビクトリア州の広軌路線の標準軌への改軌、インターモーダル貨物輸送のための新しい連絡路線、長い列車を運行できるようにするための待避線の延伸などへの投資が発表されている。
投資は、以下に示した鉄道回廊を含むナショナルネットワークに焦点を置いている。これらの路線は、州都を結ぶか一方の端が州都である。
- シドニー - メルボルン
- シドニー - ブリスベン — ノース・コースト線 (ニューサウスウェールズ州)など
- シドニー - アデレード、クータムンドラ (en:Cootamundra, New South Wales)、パークス (en:Parkes, New South Wales)、ブロークンヒル、クリスタル・ブルック経由
- メルボルン - アデレード、ジーロング経由
- アデレード - パース — オーストラリア大陸横断鉄道
- アデレード - ダーウィン — ザ・ガンの運行するオーストラリア大陸縦貫鉄道
- ブリスベン - タウンズビル — ノース・コースト線 (クイーンズランド州)
- タウンズビル - マウント・アイザ（en:Mount Isa, Queensland） — マウント・アイザ線
- ホバート - バーニー (en:Burnie, Tasmania)、ベル・ベイ (Bell Bay) への連絡を含む
- メルボルン - ミルデューラ、ジーロング経由
- シドニー - ダボ (en:Dubbo, New South Wales)、バサースト (en:Bathurst, New South Wales)、パークス経由
- シドニー、メルボルン、ブリスベン、パース、アデレードにおいて、長距離路線や空港、港との連絡路線
- ハンター・バレーの連絡線、ダボからメリーゴーン (Merrygoen)、ウェリス・クリーク (en:Werris Creek, New South Wales)、マスウェルブルック (en:Muswellbrook, New South Wales)、ポート・オブ・ニューカッスル間と、メリーゴーン - マスウェルブルック間（ウラン (en:Ulan, New South Wales) 経由）

### 改軌
2006年、ビクトリア州のミルデューラ線を改軌可能なコンクリート製枕木に更新するため、連邦と州の資金が出資された。

## 線路設備

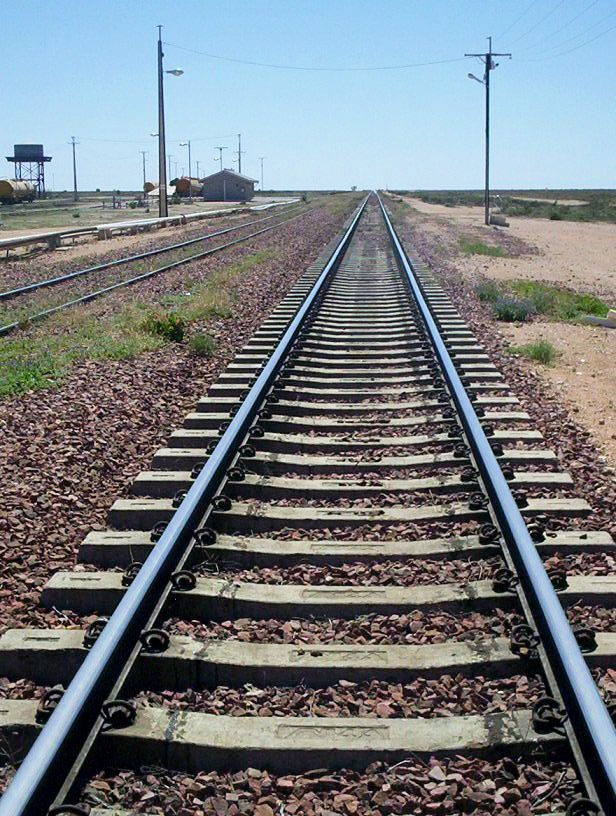
オーストラリア大陸横断鉄道のクック付近の線路。この場所はナラボー平原にさしかかった場所で、約478 kmにわたって直線のレールが続いている。

鉄道網の建設と保守は政府の関連する非営利組織に統合されており、州間鉄道網とニューサウスウェールズ州の郊外路線についてはオーストラリア政府所有のARTCが、西オーストラリアではウェストネット・レール (en:WestNet Rail) が行っている。これは、既存および新規の鉄道運営組織にネットワークを開放するために行われている。
州間鉄道網からは、パース - カルグーリー間とブリスベン - ニューサウスウェールズ州境間は除かれている。そうではあるが、ARTCは西オーストラリア州の鉄道路線所有者や運営者、ウェストネット・レールとの間で結ばれた一括アクセス協定に基づいて、カルグーリー - クウィナナ (en:Town of Kwinana）間の鉄道路線の使用権を州間鉄道運営者に販売することができる。ARTCはさらに、クイーンズランド州境 - フィッシャーマン・アイランズ (Fisherman Islands) 間の127 kmの標準軌路線の使用に関して、クイーンズランド鉄道との間で協調関係がある。ARTCは、ニューサウスウェールズ州との協定に決着がつけば、クイーンズランド州とこの路線に関してリースするように協議を始めたいとしている。ARTCは、協定に基づいてニューサウスウェールズ州のローカル線についても保守を行っている。
他の鉄道については引き続きそれぞれの組織によって運営され、そのインフラの使用については、連邦や州の政府の間で合意された国家競争政策 (National Competition Policy) に基づく必要がある。
- クイーンズランド州 — クイーンズランド鉄道 (QR)
- タスマニア州 — パシフィック・ナショナル (en:Pacific National)
- ビクトリア州の州間鉄道網以外の路線 — パシフィック・ナショナル（ただし、2006年11月の報道によれば、パシフィック・ナショナルは1億3380万ドルで残りのリース期間をビクトリア州政府に売却することに合意した[4]）
- 南オーストラリア州の州間鉄道網以外の路線 — オーストラリア鉄道グループ (en:Australian Railroad Group)
- ダーウィン - タークーラ間（大陸縦貫鉄道） — フレートリンク (en:FreightLink)

## 運営者

### 貨物鉄道

オーストラリアにおける貨物輸送（10億トンキロ）

上下一貫の鉱山鉄道を除いた、オーストラリアの鉄道網で貨物鉄道事業を運営している主な事業者は以下の通りである。
- パシフィック・ナショナル — ニューサウスウェールズ州、ビクトリア州、タスマニア州の州間鉄道網とその支線
- クイーンズランド鉄道 — クイーンズランド州
- オーストラリア鉄道グループ — 西オーストラリア州と南オーストラリア州の支線

その他の貨物事業者としては以下のようなものがある。
- サザン・ショートホール鉄道 (en:Southern Shorthaul Railroad)
- サウス・スプール・レール・サービス (en:South Spur Rail Services)
- パトリック・コーポレーション (en:Patrick Corporation)
- スペシャライズド・コンテナ・トランスポート (en:Specialised Container Transport)
- フレートリンク (en:FreightLink)
- シルバートン・レール (en:Silverton Rail)

かつての事業者としては以下のようなものがある。
- フレート・オーストラリア (en:Freight Australia)

パシフィック・ナショナルはオーストラリア最大の民間貨物鉄道事業者で、全ての州とノーザンテリトリーで運行している。同社は、トール・ホールディングス (en:Toll Holdings) とパトリック・コーポレーションの50対50の合弁事業である。トール・コーポレーションはパトリック・コーポレーションを買収して傘下におさめたため、パシフィック・ナショナルの株の半分を売却する必要がある。
ニューサウスウェールズ州で営業している全ての貨物鉄道事業者は2002年以降民間企業となっている。
鉄道要員の国家認証資格があるので、交通需要に応じて州から州へ、事業者から事業者へ要員を移動させることは容易である。

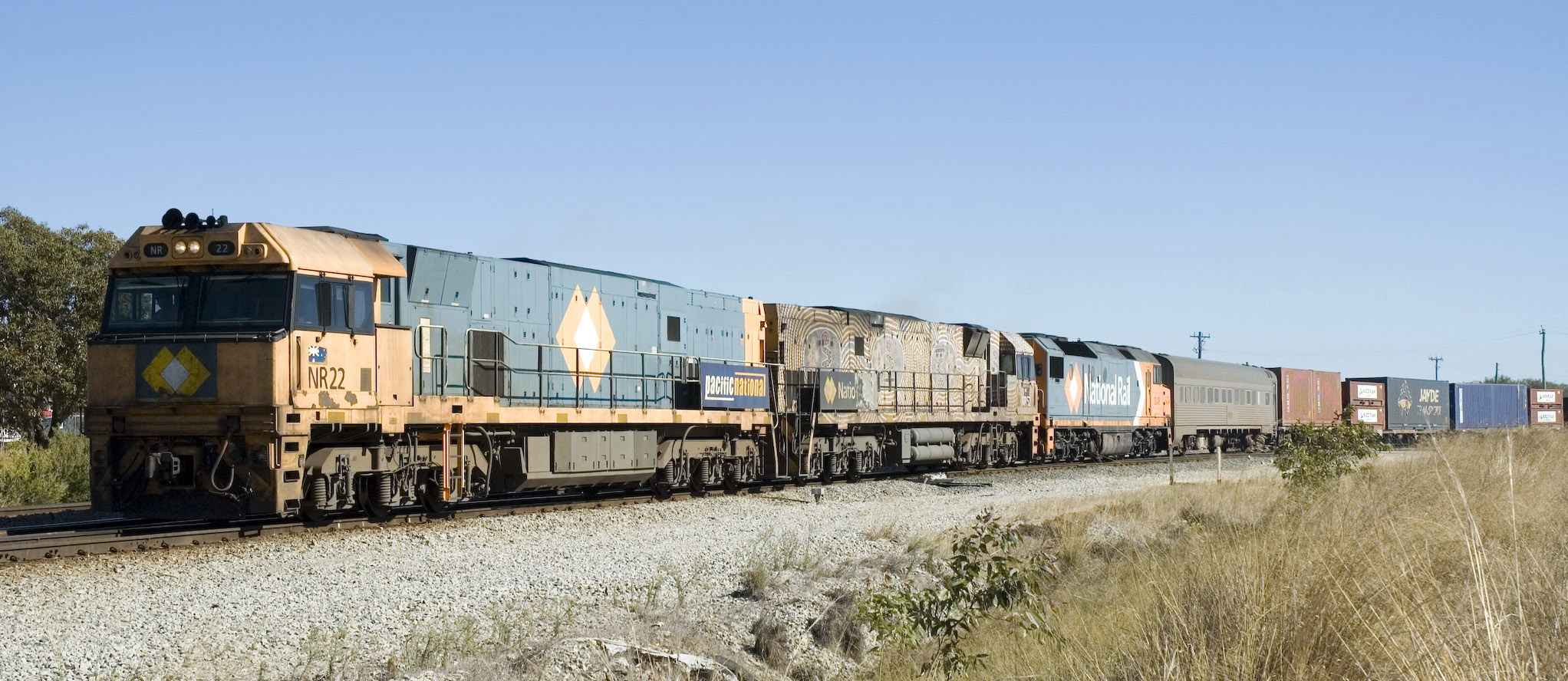
西オーストラリア州パースからのパシフィック・ナショナルによるインターモーダル貨物輸送サービス
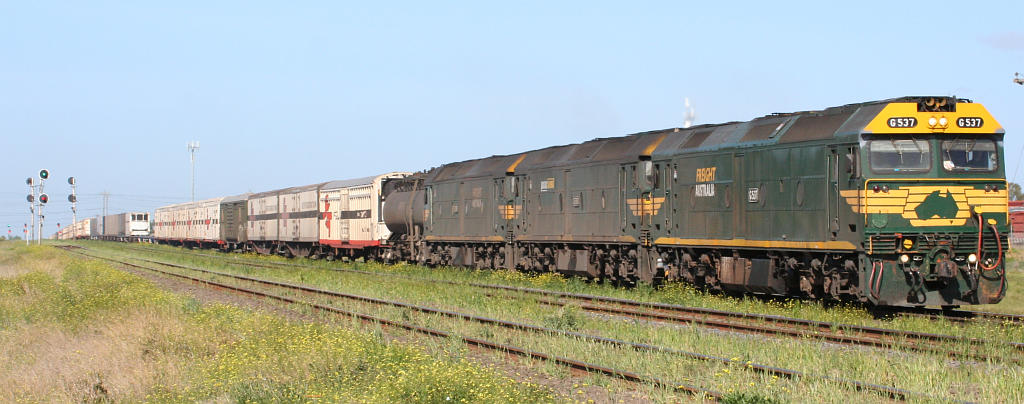
ビクトリア州を走るスペシャライズド・コンテナ・トランスポートの列車

### 全国規模の旅客鉄道

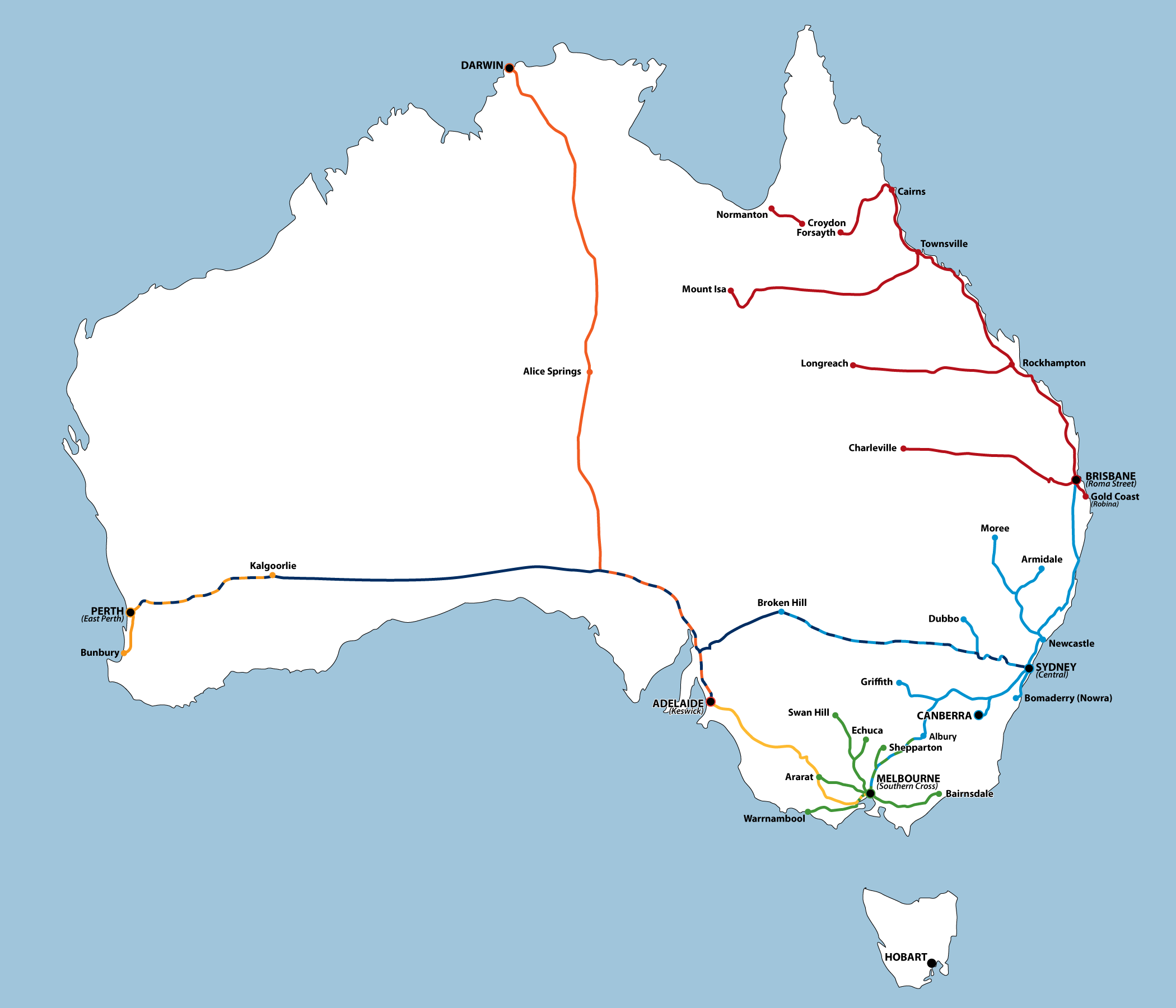
オーストラリアの旅客鉄道事業地図
州政府が所有している旅客鉄道事業
QRのトラベルトレインとシティートレインの営業
レールコープのカントリーリンクとシティレールの営業
V/ラインの営業
トランスwaの営業
グレートサザンレールウェイの路線
インディアンパシフィック
ジ・オーバーランド
ザ・ガン

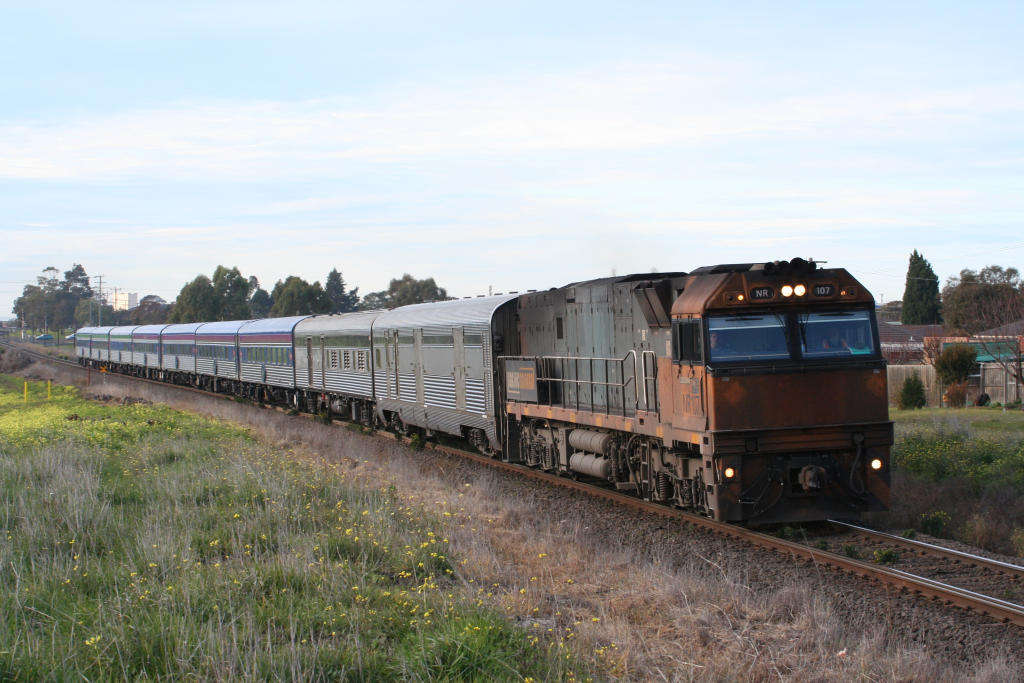
グレートサザンレールウェイの運行する「ジ・オーバーランド」号

旅客鉄道事業は、各州ごとに運営されている。旅客鉄道事業を代表する連邦の主な組織はレール・オーストラリア (Rail Australia) であるが、もっぱらグレートサザンレールウェイ、カントリーリンク (en:CountryLink)、クイーンズランド鉄道の事業を促進する仕事をしている。
サーコ・アジア・パシフィック (en:Serco Group) 傘下のグレートサザンレールウェイが3つの旅客列車を運行している。
- インディアンパシフィック（シドニー - アデレード - パース）
- ザ・ガン（アデレード - アリススプリングス - ダーウィン）
- ジ・オーバーランド（メルボルン - アデレード）

ニューサウスウェールズ州政府が所有するカントリーリンクは、シドニーとブリスベン・キャンベラ・メルボルンの間に定期直行列車を運行している。

### 都市・都市間旅客鉄道
- V/ライン (en:V/Line) はビクトリア州の地域網で区間列車とバスを運行している。
- メトロ・トレインズ・メルボルン (en:Metro_Trains_Melbourne) はメルボルンの近郊鉄道網を運営している。
- ヤラトラム (en:Yarra Trams) は、メルボルンの路面電車を運営している。
- レール・コーポレーション・ニューサウスウェールズ (en:Rail Corporation New South Wales)（レールコープ）はニューサウスウェールズ州で全ての旅客鉄道事業に責任を持つ州営組織である。2つの独立な事業を管理している。
  - シティレールはシドニー近郊鉄道網と、シドニーを取り巻くニューカッスルやサウス・コーストなどの鉄道を運営している。
  - カントリーリンクはニューサウスウェールズ州の残りの旅客鉄道を運営している。
- メトロ・トランスポート・シドニー (en:Metro Transport Sydney) はシドニーのライトレールとモノレールを所有している。なお、列車の運行はコネックス (en:Veolia Environnement)が行っている。
- スキーチューブ・アルペン鉄道 (en:Skitube Alpine Railway) は、ニューサウスウェールズ州のスキー場への私鉄である。
- クイーンズランド鉄道はクイーンズランド州の鉄道事業を運営している。
  - シティートレインがトランスリンクの枠組みの元で、南東クイーンズランドのブリスベン近郊鉄道網を運営している。
  - トラベルトレインがクイーンズランド中の観光用長距離列車を運営している。
- トランスパースは、かつてはウェストレール (en:Westrail）が運営していた部分を含む、パースの近郊公共交通網の運営している。
- トランスwaは、西オーストラリア州の南部各地域を結ぶ列車とバスを運行している。
- トランスアデレード (en:TransAdelaide) は、グレネルグ・トラム (en:Glenelg Tram) を含むアデレード近郊鉄道網を運営している。

## 私鉄

### サトウキビ

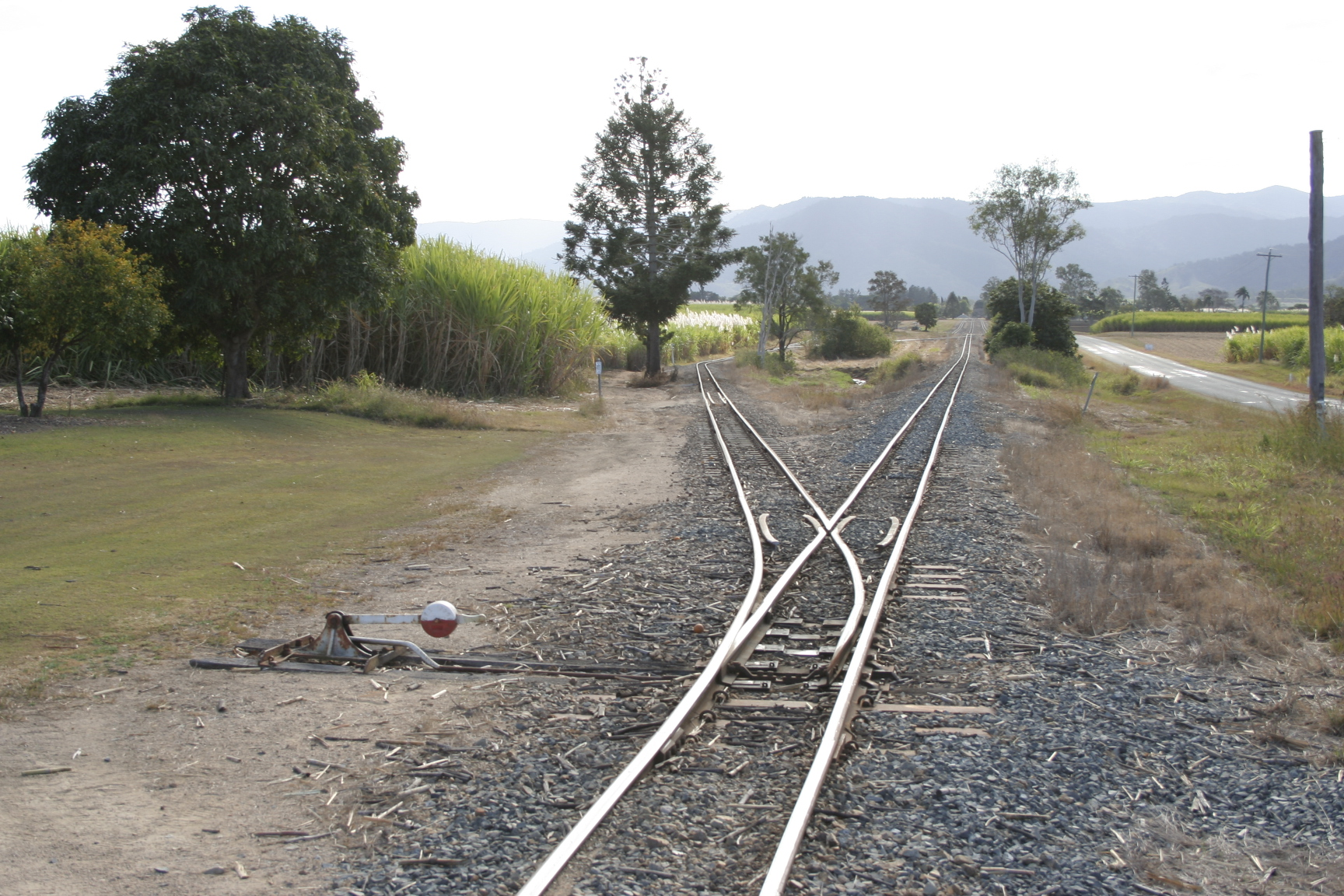
マッカイ（Mackay）近くのサトウキビ輸送鉄道

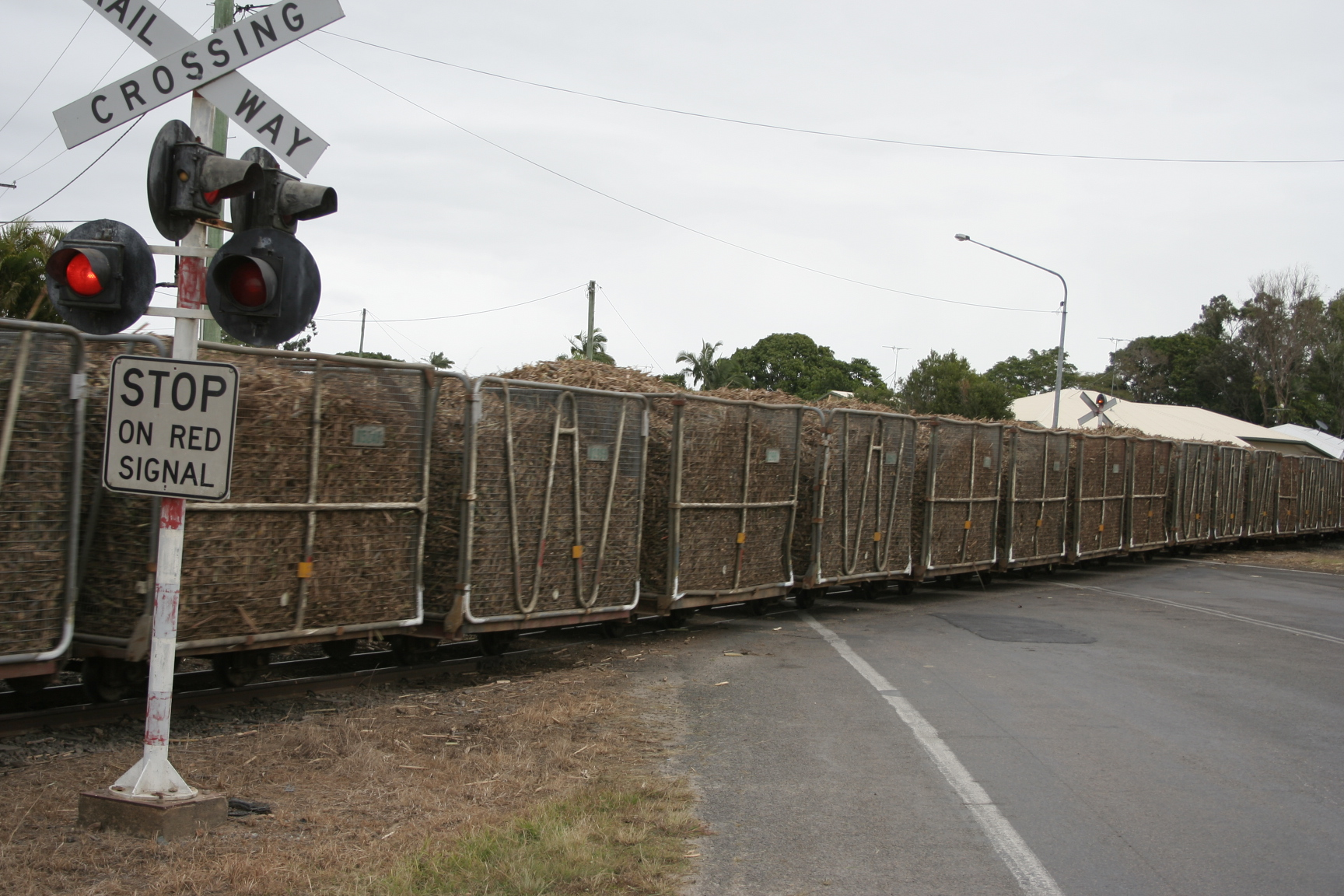
インガム（Ingham）工場近くのサトウキビ輸送列車

610 mm軌間のサトウキビ輸送鉄道が、関連する製糖工場の民間資本で運営されている。これらのサトウキビ鉄道はかなり技術的に進んでおり、普通鉄道のレールのお下がりを敷いた上に、遠隔制御の緩急車やコンクリート製の枕木、小型の突き固め機械を使用している。20ほどのサトウキビ輸送鉄道が技術の研究開発で協力している。

### 木材
路面軌道は材木業者の運営するものもある。サトウキビ輸送に一般に用いられている610 mm軌間を含め、多くの軌間が用いられている。ただ、サトウキビ輸送よりも広い軌間がしばしば用いられている。クイーンズランドでは991 mm軌間が多く使用されており、そのうちのいくつかは木製レールを使用している。かなりの投資を必要とする、1067 mm軌間を採用している地区もある。21世紀の初期には、クイーンズランド鉄道の使用中止されたブリスベン峡谷のエスク線 (Esk line)（1067 mm軌間）が木材輸送に用いられていた。

### 鉄鉱石
4つの独立した鉄鉱石輸送用鉄道が西オーストラリア州のピルバラ (Pilbara) 地区にあり、鉱山と港を結ぶ鉄鉱石生産システム一環として民間資本によって運営されている。これらの路線では車輪-レール系輸送システムの限界まで効率を高めており、世界中の鉄道にとって価値のある研究となっている。
2007年現在、フォーテスキュー・メタルズ・グループによって5つ目の鉄道路線が建設中である。オーカジー (en:Oakajee, Western Australia) の港へ通じる6番目の鉄鉱石輸送路線が提案されており、これは全ての鉄鉱山に対して自由に利用できるものになる予定である。
ジェラルトン北方のオーカジーの新しい港を起点にした、6番目の三線軌条の鉄道網が西オーストラリア州の事業者ウェストネットによって提案されている。